# Шарлен, княгиня Монако
Шарлен, княгиня Монако (фр. SAS la princesse Charlène de Monaco, урождённая Шарлин Линетт Уиттсток, англ. Charlene Lynette Wittstock; род. 25 января 1978 года, Булавайо, Родезия) — княгиня Монако, супруга Альбера II, князя Монако. Профессиональная пловчиха, выступала на Олимпийских играх и других соревнованиях за ЮАР.

## Биография
Шарлен Уиттсток родилась 25 января 1978 года в родезийском городе Булавайо в семье выходцев из Европы. Её отец, Майкл Кеннет Уиттсток, был менеджером по продажам в компании, связанной с поставками вычислительной техники, а мать, Линетт Хамберстоун, бывший дайвер и тренер по плаванию. Шарлен была старшим ребёнком в семье, позже у неё появились два брата — Гаррет и Шон. Именно приверженность семьи Уиттсток спорту (её дядя был капитаном футбольной команды Южной Африки) считается тем мостком, который и привел девушку в королевский дворец одного из самых богатых монархов мира. В детстве под присмотром мамы Шарлен начала заниматься плаванием. В 18 лет она выиграла чемпионат ЮАР по плаванию. Спустя четыре года Шарлен в составе сборной ЮАР выступала на Олимпийских играх в Сиднее — в эстафете 4×100 м её команда заняла пятое место.
В 1988 году семья переехала в Бенони в Южно-Африканскую Республику.
Шарлен занимается благотворительностью и участвует в различных спортивных комиссиях.
В 2017 году офис выпуска почтовых марок Монако представил две лимитированных серии марок с изображением Шарлен: на первой из них она учит африканских детей плаванию, на второй запечатлена сцена с проведения Дня профилактики на острове Корсика.

### Спортивная карьера
В 1996 году стала чемпионкой ЮАР по плаванию.
В 2000 году как профессиональная пловчиха представляла Южную Африку на Олимпийских играх в Сиднее, на которых заняла пятое место в эстафете 4×100 м.
В 2002 году она выиграла три золотые медали на кубке мира по плаванию (50 м и 100 м, 4×100 м) и серебряную медаль в Манчестере на Играх Содружества (4×100 м).
Планировала выступать на Олимпиаде в Китае в 2008 году, однако травма плеча заставила её оставить спортивную карьеру.
В 2006 году Уиттсток переехала из ЮАР, где работала школьной учительницей, в княжество Монако.
С 2011 года является послом Специальной Олимпиады.

### Знакомство с князем Альбером
В 2000 году познакомилась с князем Альбером во время соревнований по плаванию в Монако.
Второй раз спортсменка и Альбер, ставший к тому моменту князем Монако (в связи со смертью князя Ренье), встретились в 2006 году на соревнованиях в Турине.
Финальным аккордом в их отношениях стало совместное появление 29 апреля 2011 года на свадьбе принца Уильяма и Кейт Миддлтон в Вестминстерском аббатстве.
23 июня 2011 года было объявлено об их обручении, а 1 июля 2011 года состоялась гражданская церемония заключения брака. Венчание молодожёнов прошло 2 июля 2011 года. Уже в первый год своей жизни в качестве княгини Шарлен перевезла в Монако свою мать, Линетт Уиттсток, и семью Гаррета Уиттстока, предоставив в их распоряжение две пятикомнатных квартиры недалеко от княжеского дворца. Отец бывшей пловчихи и второй брат, Шон, пока остаются в ЮАР.
Журналисты отмечают, что Шарлен очень похожа на мать Альбера — американскую актрису Грейс Келли, которая 14 сентября 1982 года умерла в результате автокатастрофы. 
30 мая 2014 года стало известно, что княгиня Шарлен беременна первенцем. 3 июня стало известно, что пара ожидает двойню.
10 декабря 2014 года княгиня Шарлен родила близнецов, мальчика и девочку. Роды прошли посредством кесарева сечения. Детей назвали Жак и Габриэлла.

## Награды
- Большой крест ордена Святого Карла (Монако, 17 ноября 2012 года)[20]
- Большой крест ордена Заслуг перед Республикой Польша (Польша, 18 октября 2012 год)[21]
- Большой крест ордена Звезды Италии (Италия, 20 февраля 2014 года)[22]
- Большой крест ордена Почётного легиона (Франция, 8 июня 2025 года)[23]

## Семья
- Отец — Майкл Кеннет Уиттсток (род. в 1946 году), занимается компьютерами, был менеджером по продажам в компании, связанной с поставками вычислительной техники.
- Мать — Линетт (Хамберстоун) Уиттсток (род. в 1959 году), бывший тренер по плаванию и инструктор по дайвингу.
- Шарлен старший ребёнок в семье, её младшие два брата — Гаррет и Шон[24][25].
- Муж — Альбер II, князь Монако.
- Сын — Жак-Оноре-Ренье, наследный принц Монако, маркиз де Бо[18].
- Дочь — Габриэлла-Тереза-Мария, принцесса Монако, графиня де Карладес[18].